# スポーツLIFE HERO'S
『スポーツLIFE HERO'S』（スポーツライフ ヒーローズ）は、フジテレビで2016年4月3日から2018年4月1日（3月31日深夜）まで毎週日曜日（未明〈土曜深夜〉・深夜の2回）に放送されていた週末版スポーツ・ニュース番組。フジテレビ系列局のうち、テレビ大分･テレビ宮崎以外の全局でフルネットを実施している。日曜日深夜版の約1時間後に放送される特別番組枠『スポーツLIFE HERO'S PLUS』についても併せて説明する。

## 概要・歴史
フジテレビでは、地上波で『プロ野球ニュース』の放送を開始した1976年から、前番組『すぽると!』の放送を終了した2016年4月2日まで、毎日深夜（日によっては翌日未明）の時間帯にスポーツニュースを放送していた。2016年4月改編で、スポーツニュースの放送枠を日曜日の未明〈土曜日の深夜〉・深夜に集約したうえで、当番組の放送を開始。これを機に、自社で制作するスポーツ中継番組のオープニングに、当番組のタイトルロゴを用いた5秒間のアイキャッチ映像を挿入するようになった。
当番組では、スポーツにおける「感動の裏側」や臨場感にこだわりながら、放送当日の主なスポーツニュース・速報を伝える。その一方で、土・日曜日の深夜最終版（日・月曜日未明帯）の『FNNニュース』、ローカルニュースへの差し替え枠、天気予報を番組の終盤にまとめて内包する。スポーツニュースに一般ニュースを内包する形式としては、2004年9月に終了した『感動ファクトリー・すぽると!&ニュース』以来となり、これは以降の番組でも継承されている。
日曜版の初回（2016年4月3日深夜放送分）の平均視聴率は、5.5%（ビデオリサーチ調べ、関東地区・世帯・リアルタイム）であった。
番組初期には、日曜版の前座番組『Mr.サンデー』の総合司会・宮根誠司が、番組エンディングに加藤綾子ら「HERO'S」出演陣に呼び掛けを行い、それを受けた形で「HERO'S」のクロスプログラムに入ることが恒例となっていた。
2018年4月1日未明（3月31日深夜）をもって本番組は終了、同日深夜から後継番組『S-PARK』を開始する（ただし、放送時間は本番組と変わらず）。

## コーナー

### 土曜版・日曜版共通
各種スポーツニュース・速報
スポーツや一般的なニュースの速報。
真夜中のお立ち台→お立ち台HERO
2017年5月ごろから実施。平日の「ユアタイム→THE NEWSα」との合同企画で、その日のスポーツイベントで最も輝いた選手を取り上げる。2017年10月から現在のタイトルになった。
FNNニュース・天気予報（番組後半）
全国ニュースとして放送した映像は、放送直後にFNN公式サイトから動画で配信される。

### 日曜版のみ
LIXIL presents HERO's CAN（ヒーロー図鑑）（2016年9月まで）
直近の週のスポーツ界を賑わせたアスリート（ヒーロー）の人物像に迫るショートドキュメンタリー。
SUNDAY FOOTBALL
ヨーロッパ各国で行われるサッカーリーグにおける日本人選手の活躍ぶりについての速報。

### 期間限定
プロ野球1/100
2012年に前番組「すぽると!」でスタートしたプロ野球選手のランキング企画。プロ野球選手100人を無作為に抽出した選手間投票の形式で、番組独自に打者・投手・野手のランキングを決定する。2016年度は平日の「ユアタイム」との合同企画として、12月4日深夜から9日および11日（未明・深夜の2回）の7日間・計8回放送される。

## 過去の出演者
| 期間 | 期間      | メイン(MC)        | メイン(MC)        | ニュース  | ニュース  |
| 期間 | 期間      | 土曜版            | 日曜版            | 土曜版    | 日曜版    |
| --- | --------- | ----------------- | ----------------- | --------- | --------- |
| 2016.4.3 | 2016.6.26 | 中村光宏1 宮澤智1 | 佐野瑞樹 加藤綾子 | 境鶴丸    | 春日由実  |
| 2016.7.3 | 2016.9.25 | 中村光宏1 宮澤智1 | 佐野瑞樹 加藤綾子 | 石本沙織  | 春日由実  |
| 2016.10.2 | 2017.3.26 | 中村光宏1 宮澤智1 | 佐野瑞樹 加藤綾子 | 松村未央2 | 松村未央2 |
| 2017.4.1 | 2018.4.1  | 田中大貴 宮澤智   | 佐野瑞樹 加藤綾子 | 松村未央2 | 松村未央2 |
| - 番組開始時点は、全員フジテレビアナウンサー（2016年5月以降は、加藤を除き、出演当時を含む）。 - 1 『すぽると!』から続投。 - 2 『S-PARK』も続投。 |           |                   |                   |           |           |

## 短縮版などの場合
特番編成などで番組はあっても、通常通りの単独番組扱いではなく、特番内で短縮版として放送されるケースもある。
- 2016年
  - 7月10日 - 未明の「土曜版」は通常通り放送し、深夜の「日曜版」は「FNN参院選 みんなの選挙2016」の第3部（23:00 - 11日0:00）内の23:40-11日0:00の20分短縮版で放送（担当は土曜版キャスターの中村・宮澤）。プロ野球とJリーグの結果を中心に日曜日のスポーツニュースのまとめを伝えるだけの内容だった[6]。
  - 7月24日 - 未明の「土曜版」は前日から当日にかけて放送された「FNS27時間テレビフェスティバル!」の24日0:30 - 4:00枠（「さんま・中居の今夜も眠れない」を含んだ枠）内で放送（担当は加藤と宮澤）。通常は非ネットのテレビ宮崎にも臨時ネットされた[7]。深夜の「日曜版」は「FNS27時間テレビフェスティバル!」の最終パートが24日18:30 - 21:24枠となることに伴う特別編成のため、30分遅れ（23:45 - 25日1:00）で放送。
  - 8月7日 - 前夜からこの日朝まで放送された「リオデジャネイロオリンピック中継」（フジテレビ制作）のため、未明の「土曜版」は番組休止。なお、1:30-3:30の放送枠中に代替「FNNニュース」が放送されていた。深夜の「日曜版」は「リオデジャネイロオリンピック」速報コーナーの特設枠の関係で10分後拡大（23:15 - 8日0:40）。
  - 8月14日・8月21日 - 「リオデジャネイロオリンピック」速報コーナーの特設枠の関係で、未明の「土曜版」・深夜の「日曜版」のいずれも10分後拡大（0:35 - 1:25・23:15 - 翌0:40）。サガテレビは14日深夜の「日曜版」に限り、臨時にネット返上[8]。なお、21日深夜の「日曜版」の手前番組が「リオデジャネイロオリンピック中継」だったため当番組の予告5秒スポットが流れなかった。
  - 10月2日 - この日深夜の「日曜版」は前座番組の『Mr.サンデー』（フジテレビ・関西テレビの共同制作番組）と合体し、『Mr.サンデー×スポーツLIFE HERO'SコラボSP』として、22:00 - 翌0:40に放送する[9]。フランス・シャンティイ競馬場で行われる第95回凱旋門賞の中継を挿入する。
  - 10月23日 - この日は未明の「土曜版」のみ通常通り放送。この日のSMBC日本シリーズ第2戦中継（18:30 - 22:04）延長のため、翌24日（月曜）0:25 - 1:40に「日曜版」を通常より70分遅れで放送。
- 2017年
  - 1月1日 - 新春編成のため、未明の「土曜版」・深夜の「日曜版」ともに休止。代替ニュースは未明の翌2日0:30 - 0:40の「FNNニュース[10]」にて振り替えられた。
  - 4月2日 - この日深夜の「日曜版」は前座番組の『Mr.サンデー』と合体し、『Mr.サンデー×スポーツLIFE HERO'S×世界フィギュア合体SP!』として、22:00 - 翌0:10に放送する。本番組と『Mr.サンデー』の2番組を合わせた放送時間としては、20分早終了となる。
  - 9月10日 - 未明の「土曜版」は「FNS27時間テレビ にほんのれきし」(前日18:30 - 当日21:24)を放送のため休止。同番組内でスポーツニュース・最終版の「FNNニュース」を放送。深夜の「日曜版」は「FNS27時間テレビ にほんのれきし」の最終パートが24日18:30 - 21:24枠となることに伴う特別編成のため、30分遅れ（23:45 - 11日1:00）で放送。
  - 10月1日 - この日深夜の「日曜版」は前座番組の『Mr.サンデー』（フジテレビ・関西テレビの共同制作番組）と合体し、『Mr.サンデー×スポーツLIFE HERO'SコラボSP』として、22:00 - 翌0:40に放送する[11]。フランス・シャンティイ競馬場で行われる第96回凱旋門賞の中継を挿入する。
  - 10月22日 - 同日の「日曜版」は『FNN選挙特番 ニッポンの決断!2017』に内包される形で放送（23:50 - 翌0:10、ただし単独番組としての放送ではなく選挙特番の一コーナー扱い）
  - 10月29日 - この日は未明の「土曜版」のみ通常通り放送。この日のSMBC日本シリーズ第2戦中継（18:30 - 22:38）延長のため、翌30日（月曜）0:05 - 1:20に「日曜版」を通常より50分遅れで放送。
  - 12月10日 - この日は未明の「土曜版」を前夜の特番編成の関係から、50分遅れで放送。「東アジアE-1サッカー選手権」の中継のため1:25 - 2:05の放送とこれまでで遅いスタートだった。
  - 12月17日 - この日は未明の「土曜版」を前夜の特番編成の関係から、30分遅れで放送。1:05 - 1:45の放送と遅いスタートだった。また、深夜の「日曜版」は「Cygames THE MANZAI 2017 プレミアマスターズ」（19:00 - 22:24）放送に伴い、30分遅い23:45 - 翌18日1:00に放送した。
  - 12月24日 - この日の未明の「土曜版」を前夜の特番編成の関係から、15分遅れで放送。0:50 - 1:30に放送した。一部のキャスターが｢全日本フィギュア-｣取材のため欠席した。深夜の「日曜版」も「全日本フィギュアスケート選手権2017大会4日目」および「Mr.サンデー拡大版」により23:45 - 翌25日1:00の放送だった。（通常より30分遅れ。）2017年の最終放送でもあった。
  - 12月31日 - この日は年末特番により休止。代替ニュースは未明の「土曜版」のみ設定され、翌31日0:25 - 0:35の「FNNニュース」にて振り替えられた。
- 2018年
  - 1月7日 - この日は未明の「土曜版」のみ通常時刻に放送。深夜の「日曜版」はこの日の「サザエさんお正月スペシャル」（18:30 - 19:30）に伴うゴールデン・プライムタイムの番組の30分繰り下げ編成のため、23:45 - 翌1:00に30分繰り下げて放送した。
  - 2月11日・2月18日・2月25日 - これらの深夜の「日曜版」は日曜版担当の加藤とコメンテーターの高橋がフジテレビ系の平昌オリンピックの現地キャスターになっていたためスタジオからではなく現地の特設スタジオからの出演となっていた。またこれらの未明の「土曜版」にも最新情報のため現地特設スタジオから出演していた。
  - 3月25日 - この日の深夜の「日曜版」で日曜日の放送は一足先に終了した。盛大なVTRなどはなくエンディングで「二年間ありがとうございました」というテロップが出る程度だった。

## スポーツLIFE HERO'S PLUS
スポーツLIFE HERO'S PLUS（スポーツライフヒーローズプラス）は、2016年4月4日（4月3日深夜）より、月曜未明1:35  JSTから放送しているスポーツLIFE HERO'S関連スポーツ特集特化の単発特別番組枠。
2016年4月25日以降の毎月1回、当枠でモータースポーツ番組超速GO音（ちょうそくゴーおん）を放送している。
スポーツ特集の単発特番から、World Baseballエンタテイメント たまッチ!（2016年4月11日＜10日深夜＞の第43回以降）や、メジャーリーグベースボールの生中継、初回放送でもあったフィギュアスケートの録画時差放送等、幅広いスポーツコンテンツを扱っているテレビ放送枠でもある。

## スタッフ
- ナレーション：福ノ上達也、新井麻希
- チーフディレクター：齋藤拓也
- プログラムディレクター：山田圭祐
- プロデューサー：太田光史、高橋潤
- 編集長：小須田和彦、藤山太一郎
- 技術協力：フジ・メディア・テクノロジー、東京フイルム・メート
- 制作：フジテレビスポーツ局
- 製作著作：フジテレビ

### 過去のスタッフ
- 制作統括：吉村忠史

## ネット局
前番組である『ニュース&すぽると!』と『FNNニュース』『すぽると!』同様、クロスネット局を除いて全国ネットで放送される。なお、日本テレビ系列とのクロスネット局であるテレビ大分（TOS）・テレビ宮崎（UMK）は『Going!Sports&News』をネットしている関係で、当番組は非ネット。
| 放送対象地域   | 放送局                    | 系列           | 放送時間                                         |
| -------------- | ------------------------- | -------------- | ------------------------------------------------ |
| 関東広域圏     | フジテレビ（CX） 制作局   | フジテレビ系列 | 日曜 0:35 - 1:15（土曜深夜） 日曜 23:15 - 翌0:30 |
| 北海道         | 北海道文化放送（UHB）     | フジテレビ系列 | 日曜 0:35 - 1:15（土曜深夜） 日曜 23:15 - 翌0:30 |
| 岩手県         | 岩手めんこいテレビ（mit） | フジテレビ系列 | 日曜 0:35 - 1:15（土曜深夜） 日曜 23:15 - 翌0:30 |
| 宮城県         | 仙台放送（OX）            | フジテレビ系列 | 日曜 0:35 - 1:15（土曜深夜） 日曜 23:15 - 翌0:30 |
| 秋田県         | 秋田テレビ（AKT）         | フジテレビ系列 | 日曜 0:35 - 1:15（土曜深夜） 日曜 23:15 - 翌0:30 |
| 山形県         | さくらんぼテレビ（SAY）   | フジテレビ系列 | 日曜 0:35 - 1:15（土曜深夜） 日曜 23:15 - 翌0:30 |
| 福島県         | 福島テレビ（FTV）         | フジテレビ系列 | 日曜 0:35 - 1:15（土曜深夜） 日曜 23:15 - 翌0:30 |
| 長野県         | 長野放送（NBS）           | フジテレビ系列 | 日曜 0:35 - 1:15（土曜深夜） 日曜 23:15 - 翌0:30 |
| 新潟県         | 新潟総合テレビ（NST）     | フジテレビ系列 | 日曜 0:35 - 1:15（土曜深夜） 日曜 23:15 - 翌0:30 |
| 静岡県         | テレビ静岡（SUT）         | フジテレビ系列 | 日曜 0:35 - 1:15（土曜深夜） 日曜 23:15 - 翌0:30 |
| 富山県         | 富山テレビ（BBT）         | フジテレビ系列 | 日曜 0:35 - 1:15（土曜深夜） 日曜 23:15 - 翌0:30 |
| 石川県         | 石川テレビ（ITC）         | フジテレビ系列 | 日曜 0:35 - 1:15（土曜深夜） 日曜 23:15 - 翌0:30 |
| 福井県         | 福井テレビ（FTB）         | フジテレビ系列 | 日曜 0:35 - 1:15（土曜深夜） 日曜 23:15 - 翌0:30 |
| 中京広域圏     | 東海テレビ（THK）         | フジテレビ系列 | 日曜 0:35 - 1:15（土曜深夜） 日曜 23:15 - 翌0:30 |
| 近畿広域圏     | 関西テレビ（KTV）         | フジテレビ系列 | 日曜 0:35 - 1:15（土曜深夜） 日曜 23:15 - 翌0:30 |
| 島根県・鳥取県 | 山陰中央テレビ（TSK）     | フジテレビ系列 | 日曜 0:35 - 1:15（土曜深夜） 日曜 23:15 - 翌0:30 |
| 岡山県・香川県 | 岡山放送（OHK）           | フジテレビ系列 | 日曜 0:35 - 1:15（土曜深夜） 日曜 23:15 - 翌0:30 |
| 広島県         | テレビ新広島（TSS）       | フジテレビ系列 | 日曜 0:35 - 1:15（土曜深夜） 日曜 23:15 - 翌0:30 |
| 愛媛県         | テレビ愛媛（EBC）         | フジテレビ系列 | 日曜 0:35 - 1:15（土曜深夜） 日曜 23:15 - 翌0:30 |
| 高知県         | 高知さんさんテレビ（KSS） | フジテレビ系列 | 日曜 0:35 - 1:15（土曜深夜） 日曜 23:15 - 翌0:30 |
| 福岡県         | テレビ西日本（TNC）       | フジテレビ系列 | 日曜 0:35 - 1:15（土曜深夜） 日曜 23:15 - 翌0:30 |
| 佐賀県         | サガテレビ（STS）         | フジテレビ系列 | 日曜 0:35 - 1:15（土曜深夜） 日曜 23:15 - 翌0:30 |
| 長崎県         | テレビ長崎（KTN）         | フジテレビ系列 | 日曜 0:35 - 1:15（土曜深夜） 日曜 23:15 - 翌0:30 |
| 熊本県         | テレビ熊本（TKU）         | フジテレビ系列 | 日曜 0:35 - 1:15（土曜深夜） 日曜 23:15 - 翌0:30 |
| 鹿児島県       | 鹿児島テレビ（KTS）       | フジテレビ系列 | 日曜 0:35 - 1:15（土曜深夜） 日曜 23:15 - 翌0:30 |
| 沖縄県         | 沖縄テレビ（OTV）         | フジテレビ系列 | 日曜 0:35 - 1:15（土曜深夜） 日曜 23:15 - 翌0:30 |